# Damanhur
Damanhūr (in arabo دمنهور) è una città dell'Egitto situata nel Delta del Nilo. È il capoluogo del Governatorato di Beheira. Dista 70 km a sud-est da Alessandria d'Egitto e 160 km a nord-ovest dal Cairo. Secondo il censimento del 1996, ha una popolazione di circa 212 000 abitanti.
Nell'antico Egitto, la città era chiamata DmnHur, che significa "città di Horus". Nel periodo ellenistico era conosciuta anche con il nome di Ermopoli Parva, in quanto era anche la città di origine del culto del dio Thot, associato al greco Ermes.
Secondo una paretimologia degli abitanti del luogo, il nome Damanhūr deriverebbe da Damm, che in arabo egiziano vuol dire sangue, e da Nhur, che in arabo egiziano significa giorni: nell'antico Egitto in quella zona ci sarebbe stata una lunga guerra e pertanto il sangue sarebbe scorso per molti giorni.